# حوام النحل
الحوَّام أو حميمق النحل أو سقاوة النحل أو حوام النحل أو العُقَيَِّب العلسية (الاسم العلمي: Pernis)، جنس طيور جارحة من فصيلة البازية.
أنواعه أربعة:
- حميمق النحل الأوروبي، Pernis apivorus
- حميمق النحل المتوج، Pernis ptilorhynchus
- حميمق النحل المخطط، Pernis celebensis
- حميمق النحل الفلبيني، Pernis steerei